# Frăție și Unitate
Frăție și Unitate (sârbocroată Bratstvo i jedinstvo/Братство и јединство, macedoneană Братство и единство, slovenă Bratstvo in enotnost, albaneză Bashkim dhe Vëllazërim, maghiară Testvériség és egység) a fost un slogan binecunoscut al Partidului Comunist Iugoslav care a fost creat în timpul Războiului de eliberare națională a Iugoslaviei (1941-1945) și care s-a dezvoltat într-un concept de conducere politică inter-etnică postbelică.